# Зигмунт Войцеховський
Зи́гмунт Войцехо́вський (пол. Zygmunt Wojciechowski, *27 квітня 1900, Стрий — †14 жовтня 1955, Познань) — польський історик і політик-націоналіст. Народився в 1900 році у Стрию (тоді Австро-Угорщина), отримав докторський ступінь із середньовічної історії у Львівському університеті. У 1925 році він переїхав до Познані, де став професором у 1929 році. У 1934—1939 роках він був політично залучений до націоналістичної партії «Ендеція». Під час окупації Польщі нацистською Німеччиною він працював у польському підпіллі проти німецького геноциду поляків, провадивши підпільне навчання, яке було заборонено німецькою державою, і працював над майбутньою концепцією польських кордонів, яка мала забезпечити Польщі безпеку від будь-якої подальшої німецької агресії. Він підтримував альянс з Радянським Союзом і після війни продовжував працювати істориком у Польській Народній Республіці і очолив Західний Інститут, який вивчав колишні польські території, що повернулись від Німеччини та історію польсько-німецьких відносин. Його було нагороджено Командорським Хрестом та Офіцерським Хрестом Ордену Відродження Польщі.

## Біографія

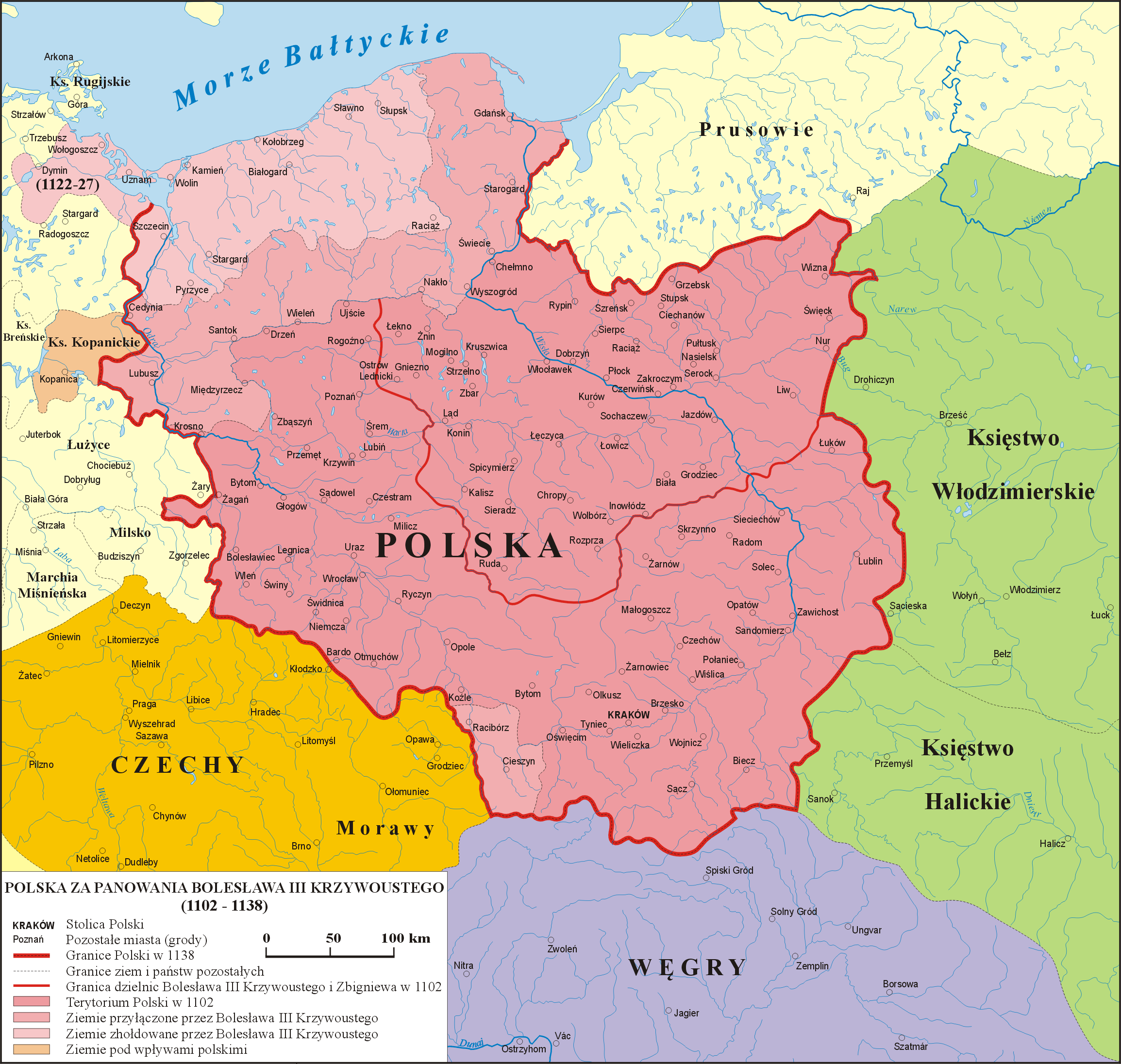
Войцеховський вважав, що території Польщі під Болеславом III Кривовустим сформували «території батьківщини» для Польщі

Войцеховський народився у Стрию неподалік Львова (сьогодні Україна), тоді Австро-Угорщина. Під час Першої світової війни був доброволцем у Легіоні Пілсудського.
У 1921 році Войцеховський почав вчитися в Університеті Яна Казимира в Львові. У 1924 році він отримав докторський ступінь із середньовічної історії, соціальних наук та економіки і став доцентом Інституту спеціальних історичних дисциплін. У 1924 році він опублікував свою першу концепцію «територій батьківщини» для Польщі. Його визначення «польської батьківщини» було територіями, набутими у X-ому століттям династією П'ястів в епоху Мешка І і Болеслава III Кривовустого (Великопольща, Сілезія, Померанія, Ноймарк, Західна Пруссія). У 1925 році він переїхав до Познані, де вперше був заступником голови кафедри історії політичної системи та давньопольського права в університеті імені Адама Міцкевича (УАМ). У тому ж році він закінчив свою габілітацію з дисертацією про територіальне управління середньовічних поселень. Він став надзвичайним (безстроковим) професором у 1929 році і повним професором у січні 1937 року. З 1939 року він був деканом факультету права та економіки університету.

### Політична діяльність
З 1934 року Войцеховський, який був другом Романа Дмовського (лідер «Ендеції»), був одним з головних ідеологів Табору Великої Польщі. Він був активним у Всепольській молоді та Лізі Народовій. У 1934 році він заснував «Лігу молодих націоналістів» (пол. Związek Młodych Narodowców), метою якої було створення авторитарної, однорідної польської держави і був її головою до 1937 року. З 1937 по 1939 роки він був головою «Народного державного руху» (пол. Ruch Narodowo-Panstwowy). У 1937 році він закликав до створення сильної національної держави, яка була б демократичною. Під час своєї політичної кар'єри він виступав проти Дмовського, а рух, до якого він належав, прагнув інтеграції з фракцією санації Юзефа Пілсудського сподіваючись, що обидва головні політичні угруповання в Польщі об'єднаються, викликані інтересом до благополуччя польської нації. Однак він вважав Дмовського одним з найвпливовіших людей його життя.
Войцеховський спочатку побачив «сліди сучасної національної думки» в націонал-соціалізмі. Він спочатку захоплювався гітлерівською антиєврейською політикою як гарним прикладом для Польщі. Він прийняв аншлюс Австрії та Мюнхенську угоду, але з часом критикував політику Гітлера. За словами Томаша Кенара, він був стурбований гітлерівським експансіонізмом, але прийняв «аншлюс Австрії», сподіваючись, що він налаштує Італію проти нацистської Німеччини та направить в сферу польського союзу. Що стосується Мюнхенської угоди, то він розглядав Чехословаччину як занадто близького союзника Радянського Союзу; тоді як чехи, на його думку, були природними союзниками поляків, їх тісні контакти з Радами зробили такий союз неможливим. Він залишився проти німецької анексії Чехословаччини, стурбований тим, що така подія ускладнила б польську військову ситуацію. Войцеховський передбачив Польський блок у Центральній Європі, до складу якого увійшли Угорщина, Румунія, Фінляндія, Естонія, Латвія та Литва, і в тісному взаємозв'язку з Італією, яка виступила б проти німецького експансіонізму та радянського тиску на ці держави; він пише, що такий альянс «врятує християнство» від загрози «більшовицького комунізму» та «гітлерівського язичництва». Пізніше він зосередив свою увагу на фашистській Італії через його інтерес до «сильної держави», «що залежить від правових норм, в традиціях римського права». Хоча на той час для Войцеховського нація була «найбільшим добром» він не демонстрував расистських ідей чи чогось подібного до елементів німецьких народних рухів у своїх роботах. Під час нацистської окупації Польщі він разом з сім'єю захистив єврейську жінку, а в публікації 1945 року засудив масові вбивства євреїв нацистською Німеччиною під час війни, назвавши їх «жахливими».
Войцеховський описується як співініціатор польської «західної думки» (пол. myśl zachodnia), «дзеркальне відображення німецького Остфоршнгуна з дрібкою докинутого панславічного настрою». На відміну від Остфоршнгуна, це рух був маргінальним у Польщі та обмежувалося лише Познанського університетом, тоді як Остфоршгунг був впливовим і залишався (на відміну від митців Познані, які конфліктували з державними органами як до, так і після Другої світової війни) у дружніх стосунках з Берлінським урядом. Польські дослідники відкидають державну модель, винайдену в Німеччині, і віддають перевагу Іспанії Франсіско Франко або Португалії Салазара, залишаючись недовірливими Гітлеру. Вони відкидали такі ідеї, як біологічний расизм, євгеніка, мілітаризм та нео-паганський рух.

### Німецька окупація Польщі

#### Доля під час німецької окупації
Спочатку він міг втекти від німців, він був захоплений ними в жовтні 1939 року і був заручником разом з іншими польськими інтелігентами, ремісниками, політиками та студентами. Дана акція була проведена як частина німецьких спроб розчавити польський опір, і їм загрожувало вбивство у разі збройного опору. Кожних декілька днів Войцеховському дозволяли відвідати дім. Якщо він б не повернувся, інші були б розстріляні. Зрештою він був звільнений через два місяці завдяки проханням його вагітної дружини. Незважаючи на його звільнення, сім'я зіткнулася з подальшими репресіями, їм довелося втекти з Познані, оскільки почалась етнічна чистка поляків з регіону, що була ініційована німецько-нацистською владою. Войцеховський врешті знайшов прихисток у будинку друга в Кракові.

#### Підпільна діяльність
Під час окупації Польщі у Другій світовій війні він був залучений до польських підпільних органів влади, викладав у Університеті західних територій (пол. Uniwersytet Ziem Zachodnich) необхідний, оскільки всім полякам заборонялась базова освіта як частина німецького геноциду щодо польської нації. Він продовжував свої дослідження та здійснював керівництво над своїми учнями (Здислав Качмарчик, Казімеж Колянчик), які захистили дві дисертації. У 1944 році Зигмунт Войцеховський також очолював відділ науки Польщі в Департаменті інформації в Представництві Уряду на Батьківщині, і невдовзі після падіння Варшавського повстання він був заступником директора департаменту. У рамках таємної змови під час нацистської окупації він був одним із засновників «Ojczyzna-Omega», таємного руху, який оберігав (так як німці проводили систематичне винищення польських освітніх класів) польських інтелектуалів, священиків, журналістів, юристів та вчителів, які організували благодійну роботу, секретну освіту та працювала над концепціями післявоєнної Польщі; більшість членів були християнськими демократами та націонал-демократами. «Ojczyzna-Omega» вбачала післявоєнну Польщу демократичною, ефективно керованою державою, населеною в основному польською більшістю разом з єврейськими та слов'янськими групами. Організація вважала, що нацистська Німеччина (яка домагалась геноциду поляків) була набагато небезпечнішою, ніж Радянський Союз, і підштовхувала до компромісу з Радянським Союзом.
За наказом Союзу збройної боротьби, попередника Армії Крайової, Войцеховський створив концепцію післявоєнного польсько-німецького кордону в 1941 році, який включав огляд польської та споляченої частини населення у районах між передвоєнним кордоном і кордоном по Одеру-Нейсу. У відповідності з Войцеховським та, ймовірно, директором бібліотеки Курника в той час підготовлено захоплення архівів, музеїв та бібліотек на майбутніх західних територіях. У своїх проектах Войцеховський хотів уникнути того, що він визначив як помилки Версальського договору. Кордон в Одері та в Нисі-Лужицькій був для нього важливим, як він вважав, історичний аргумент тут не був вирішальним, вирішальними були безпека і найбільша захищеність.
17 грудня 1944 року Томаш Арцішевський, прем'єр-міністр Польщі Уряду Польщі у вигнанні в Лондоні, заявив в інтерв'ю Sunday Times, що післявоєнна Польща не має територіальних претензій до Щецина та Вроцлава, але вважає Львів і Вільнюс невід'ємною частиною польської держави. Це призвело до голосування недовіри групи Ojczyzna проти Арцішевського за «відмову від цілей польської війни» і, врешті, до розпаду польського уряду у вигнанні в Лондоні. Також у грудні 1944 року він резюмував наслідки невдалого Варшавського повстання, яке, на його думку, показало, що не Армія Крайова, а тільки Червона Армія була здатна звільнити Варшаву.
13 лютого 1945 року Войцеховський зустрівся з прем'єр-міністром Тимчасового уряду Республіки Польща Едвардом Осубкою-Моравським та передав меморандум про заснування та діяльність Західного інституту, в якому він просив підтримати інститут. Меморандум був адресований «польському уряду», тим самим визнаючи Тимчасовий уряд, на відміну від лондонського еміграційного уряду Лондона, законним. І навпаки, концепція Войцеховського сприяла спробам уряду легітимізувати польські набутки на Заході.

### Післявоєнний період

Західна зміна Польщі після Другої світової війни. Рожеві райони: довоєнна німецька територія передається до Польщі після війни. Сірий район: довоєнна польська територія, передана Радянському Союзу після війни.

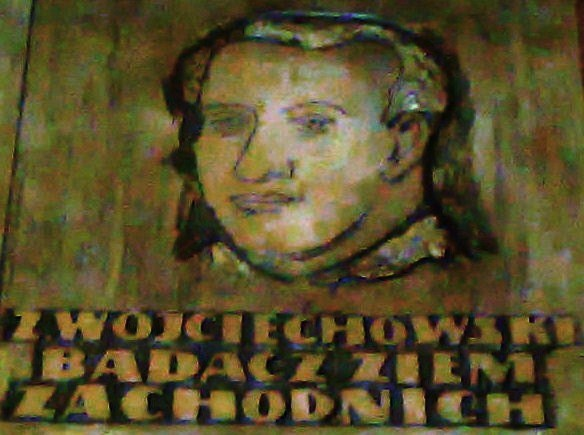
Зигмунт Войцеховський — дослідник західних земель — дошка в Імперському замку в Познані

У 1945 році була перевидана його книга «Польща-Німеччина — десять століть боротьби» (перше видання 1933 р.). До Войцеховського історія польсько-німецьких відносин була закарбована вічною боротьбою проти німецької агресії, яка була заснована на відсутності здатності німців мирно жити зі слов'янами та їх «біологічну» ненависть до всього слов'янського. Войцеховський описав його погляд на повоєнну ситуацію:

«Існує нова епоха слов'янського маршу на захід, яка замінила німецьку Дранґ нах Остен. Хто не розуміє цього, не зрозуміє нову еру і не побачить належним чином місце Польщі в новій міжнародній реальності»

Войцеховський підтримав новий німецько-польський кордон, який виділив всю Щецинську затоку до річки Пене до Польщі.
Він відновив викладання в Університет імені Адама Міцкевича. Він став членом Польської академії знань у 1945 році та Польської академії наук у 1952 році. У 1944 році він створив Західний інститут (пол. Instytut Zachodni), інститут, присвячений вивченню польської історії того, що стане відновленими територіями. Спочатку інститут знаходився у Варшаві, пізніше переїхав до Познані в 1945 році. Войцеховський залишався його директором до своєї смерті в 1955 році. В 1945 році Войцеховський заснував афілійований журнал «Західний огляд» (пол. "Przegląd Zachodni") і залишався його головним редактором до своєї смерті в 1955 році. (Англомовна версія журналу під назвою «Polish Western Affairs» видавалась з 1960 по 1994 рр.). З 1948-52 рр. Він також був засновником та головним редактором «Журналу права та історії» (пол. Czasopismo Prawno-Historyczne), який продовжує існувати і донині. У своєму пролозі до серії книжок «Стародавні польські землі» (1948—1957) він пояснив мету книг читачеві:

Наше видання… упереджене; насправді, воно свідомо упереджене. … Ми не зійшли з нашого шляху, щоб написати так звану об'єктивну історію. Наше завдання було представити польську історію цих територій і поставити сучасну польську реальність цих територій у цьому історичному контексті.

У 1950 році, коли Польща пройшла сталінізацію, Войцеховський був засуджений за його «анти-німецький шовінізм» на конференції польських істориків. Звідси відкритий синтез націоналістичної та комуністичної історіографії став менш впливовим, хоча польські марксистські видання зберігали антинімецьку підозру.
Зигмунт Войцеховський помер у Познані, Польща. Його син, Маріан Войцеховський (1927—2006), також був істориком.

### Визнання
Його було нагороджено Командорським Хрестом та Офіцерським Хрестом Ордену Відродження Польщі.
У 1984 році на його честь був названий Західний інститут. У Польщі Зигмунт Войцеховський сьогодні визнаний винятковим істориком, і одним з людей, які сформували польські інтелектуальні еліти.

## Публікації
- Ustrój polityczny ziem polskich w czasach przedpiastowskich Lwów 1927
- Początki immunitetu w Polsce 1930
- Polska nad Wisłą i Odrą w X wieku. Studium nad genezą państwa Piastów i jego cywilizacji [Poland on the Vistula and Oder in the 10th century: A study on the genesis of the Piast state and its civilization], Warszawa: Nasza Księgarnia, 1939
- Państwo polskie w wiekach średnich. Dzieje ustroju 1945
- Polska-Niemcy. Dziesięć wieków zmagania [Poland-Germany. Ten centuries of struggle]. Poznań: Wydawnictwo Instytutu Zachodniego, 1945
- Polska-Czech. Dziesięć wieków sąsiedztwa Poland-Czechs. Ten centuries of neighbourhood. 1947 (разом з Tadeusz Lehr-Spławiński, Kazimierz Piwiarski)
- Państwo polskie w wiekach średnich. Dzieje ustroju [The Polish state in the Middle Ages: The history of its political system], Poznań: Poznań Księgarnia Akademicka, 1948
- Zygmunt Stary (1506—1548) Сигізмунд I Старий (1506—1548)], 1946, перевидання Warszawa: Państwowy Instytut Wydawniczy, 1979
- (як редактор) Poland's Place in Europe. Poznań: Wydawnictwo Instytutu Zachodniego, 1947